# BRM P67
Chronologie des modèles (1964)
BRM P261 BRM P83
La BRM P67 est une monoplace expérimentale de Formule 1 conçue par Tony Rudd et développée par l'écurie britannique British Racing Motors au cours de la saison 1964. Elle fit sa première apparition officielle aux essais du Grand Prix de Grande-Bretagne 1964, aux mains de Richard Attwood. Élaborée à partir d'un modèle P57 sur lequel fut greffée une transmission intégrale Ferguson, elle fut construite dans le but de tester le comportement d'une monoplace à quatre roues motrices en vue de la future Formule 1 trois litres et ne fut jamais utilisée en course par l'usine. Elle fut louée en 1965 au pilote britannique Peter Westbury qui la pilota en course de côte, avant d'être vendue par l'usine en 1967. David Good disputa également quelques courses de côte à son volant en 1967, avant que la P67 ne remporte l'année suivante le championnat britannique de la montagne avec Peter Lawson.